# Петерс, Нанс
Нанс Петерс (фр. Nans Peters; род. 12 марта 1994, Гренобль, Франция) — французский профессиональный шоссейный велогонщик, выступающий c 2017 года за команду «AG2R Citroën».

## Достижения
2012
1-й на Tour du Valromey (юниоры) - ГК
1-й на этапе 2 - Ronde des Vallées (юниоры)
2013
1-й на этапе 3 Tour de Beaujolais
2014
2-й - Grand Prix de Saint-Lyé
2-й на Tour de Mareuil-Verteillac-Riberac -ГК
3-й на Чемпионате Франции среди молодёжи (ITT) (U-23)
1-й - Prix de Coligny
2015
2-й - GP du Pays d'Aix
3-й на Чемпионате Франции по шоссейному велоспорту (ITT) (U23)
4-й на Tour de l'Ain
2016
2-й на Boucle de l'Artois - ГК
2018
5-й на Tour de l'Ain
2019
Джиро д’Италия
1-й на этапе 17
 Молодёжная майка на этапах 9-11
5-й Трофео Лайгуэлья
| ГК | Генеральная классификация |

### Гранд-туры
| Гонка           | 2018 | 2019 |
| --------------- | ---- | ---- |
| Джиро д'Италия  | —    | ...  |
| Тур де Франс    | —    |      |
| Вуэльта Испании | 72   |      |

| —  | Не участвовал  |
| НФ | Не финишировал |